# پلاژیوس آستوریاسی
پلاژیوس (به انگلیسی: Pelagius; اسپانیایی: Pelayo‎، آستوریاسی: Pelayu؛ ح ۶۸۵–۷۳۷) یک نجیب‌زاده ویزیگوت بود که پادشاهی آستوریاس را تأسیس کرد. او از سال ۷۱۸ تا هنگام مرگش حکومت کرد. او با پیروزی در نبرد کوادونگا، به‌عنوان شروع‌کننده بازپس‌گیری اندلس از موروها و فاتح دوباره مسیحی شبه‌جزیره ایبری شهرت یافت. او یک دولت مستقل مسیحی را در مخالفت با سلطنت موروها تأسیس کرد.

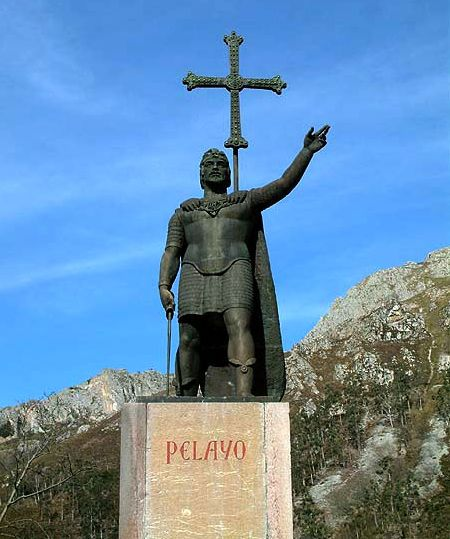
بنای یادبود پلاژیوس در کوادونگا، محل پیروزی بزرگ او.

| عنوان جدید | پادشاه آستوریاس ۷۱۸–۷۳۷ | پیش رفت توسط فایولا |